# بوب براون (لاعب كرة قدم أمريكية)
بوب براون (بالإنجليزية: Robert Eddie Brown)‏ هو لاعب كرة قدم أمريكية أمريكي، ولد في 22 فبراير 1940 في بونيتا في الولايات المتحدة، وتوفي في 10 ديسمبر 1998.

## وصلات خارجية
- روبرت براون على موقع مرجع كرة القدم المحترفة.كوم (الإنجليزية)
- روبرت براون على موقع JustSportsStats.com (الإنجليزية)